# Abhijit Banerjee
Abhijit Binayak Banerjee (en bengalí: অভিজিৎ বিনায়ক বন্দ্যোপাধ্যায়; nacido en 1961) es un economista indio estadounidense. Banerjee compartió el Premio Nobel en Ciencias Económicas de 2019 con Esther Duflo y Michael Kremer, "por sus estudios experimentales para aliviar la pobreza global." Es el Profesor Internacional de Economía de la Ford Foundation en el Massachusetts Institute of Technology. Recibió el galardón con su esposa, Esther Duflo, siendo el sexto matrimonio en ganar un Nobel de manera conjunta.
Banerjee es cofundador de Abdul Latif Jameel Poverty Action Lab (junto con Esther Duflo y Sendhil Mullainathan). Es investigador afiliado del Innovations for Poverty Action, y miembro del Consortium on Financial Systems and Poverty. Banerjee fue presidente de Bureau for the Research in the Economic Analysis of Development, investigador asociado de la National Bureau of Economic Research, investigador miembro del Centre for Economic Policy Research, investigador miembro internacional del Kiel Institute, miembro en la American Academy of Arts and Sciences y miembro en la Econometric Society. Ha sido miembro de la Guggenheim y de la Alfred P. Sloan. Es el coautor de Poor Economics. Últimamente, también se desempeña en el consejo directivo de la Universidad Plaksha, una futura universidad de Ciencia y Tecnología de la India. Su libro más reciente, en coautoría con Esther Duflo, "Good Economics in Hard Times" (Juggernaut Books), será sacado a la venta en octubre de 2019. Adicionalmente, cuenta con papers influyentes entre los que se encuentran estudios como "Social Protection in the Developing World", "Better Strategies for Saving More Evidence from Three Interventions in Chile", o "Learning by searching: spatial mismatches and imperfect information in Southern labor markets".

## Primeros años
Banerjee nació en Mumbai , India, hijo de Nirmala Banerjee, un profesor de Economía en el Centre for Studies in Social Sciences, Calcutta, y Dipak Banerjee, profesora de economía y cabeza del Presidency College, Calcutta.
Estudió en South Point School. Tras ello rindió exámenes de ingreso para la Universidad de Calcutta en Presidency College, Kolkata donde obtuvo u grado B.A. en Economía en 1981. Más tarde, obtuvo su M.A. en Económicas en la Jawaharlal Nehru University, Delhi en 1983. Luego, obtuvo un Ph.D. en Economía en la Universidad de Harvard en 1988. El objeto de su tesis doctoral fue "Ensayos en la información económica."